# ビール券
ビール券（ビールけん）とは、日本のビール商品券である。2018年4月現在、日本の酒店協同組合である全国酒販協同組合連合会（全酒協）が発行している。

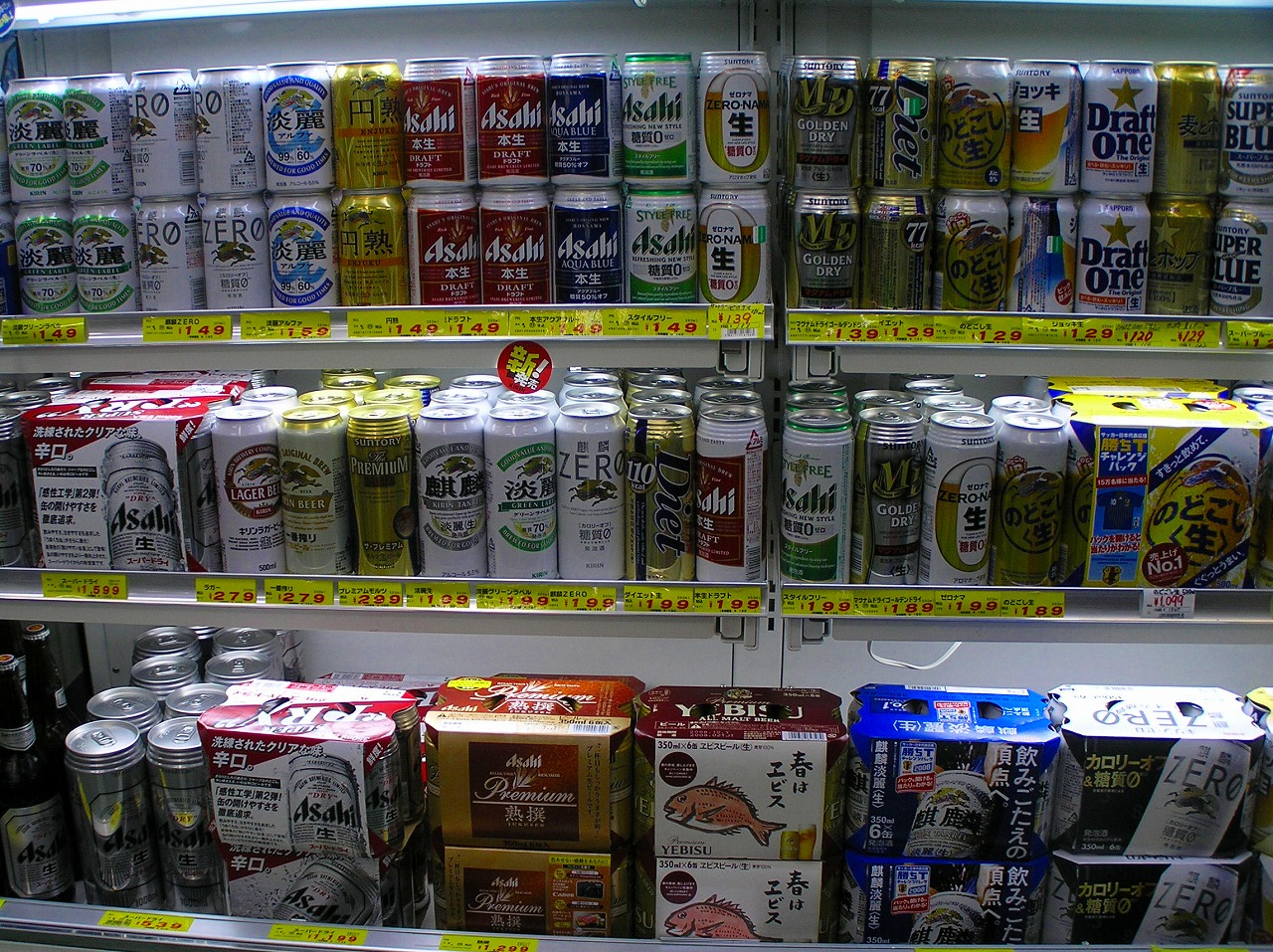
日本のビール

## 歴史
ビールの全国流通券は、1969年（昭和44年）にアサヒビールが発行を開始、翌1970年にキリンビール、サッポロビール、サントリーの三社が参入した。さらに1971年（昭和46年）には全酒協が参入した。
量販店台頭の影響などによるビール価格のオープン価格化とビール券制度そのものの持つ不具合や利用者からの苦情などが相次ぎ、2005年（平成17年）3月末をもってアサヒ、キリン、サントリーの三社が撤退した。
その後、サッポロと全酒協の二社が大瓶633 ml 2本券と缶ビール350 ml 2本券の発行を継続したが、2009年（平成21年）2月末で諸経費の上昇を理由にサッポロも撤退を表明。2009年（平成21年）3月からは全酒協一社の発行となった。
なお、手持ちの旧券は発行体が存続している限り無期限で使用できるが、全酒協は2005年（平成17年）10月発行の券より有効期限を設定している。

## 引き換えに関する問題
「ビール券」という名称から連想すると、ビールとしか交換できないような印象を与えるが、実際には、酒屋（全酒協傘下の店舗）では、販売されているすべての商品と交換可能な金券として流通していた。（ただし大手スーパーはビールのみ、コンビニなどでは酒を1本でも含む買い物でしか使えない場合が多い）そのために、贈答品としても気軽に用いられ、中元・歳暮の贈答品として広く用いられた。
ビール券は図書券とは違い、額面の表記が券の端に小さく印字されている。
- 例：大びん2本券の場合、「A-18-0706」の最後尾数字が引き換え時の額面であり、706円に相当する。なお、券の売価は766円であり、差額は流通経費の一部とされている[9]。

販売された時期により額面は異なり、値上がり前の古い券の場合は差額を請求される。2018年4月1日現在発行されているビール券の商品と引換え時の値段は、大瓶633ml2本券が784円、缶ビール350ml2本券が494円である。本来はビールと等価で交換されるべきものであるが、大手スーパーや量販店は安い価格で売り出すことが多いため、お釣りを出すか買える本数を増やすなどの対応を取っている。その一方、お釣りを出す酒屋はごく少数である。元々定価設定している店が多いからである。
このように小売店によって金券の値段が異なるのは、そもそもビール券それ自体があいまいな基準をはじめから導入しているからである。すなわち全酒協によると「お釣りを出すのは小売店の独自の判断」である。そのため、ビール券は曖昧な金券であり、消費者のことを考えていない、「上からの贈与券」という側面が強いと指摘する意見もあり、上述のとおり諸経費の高騰、ビール価格のオープン制移行に伴う額面と実売価格の不整合からくる使用時の差額計算の煩雑さ、円単位での小さい表示による価値の判りにくさといったデメリット要素が顕在化して苦情が相次ぎ、ビール券発行から大手三社が撤退したとされている。

## その他
- 本来の使い方ではないが、ビジネスホテルチェーンの東横インでは額面金額で宿泊料金の支払いができる。古い券でも利用できるが有効期限が13ヶ月以上あるものに限る。
- 贈収賄が行われる際に現金の代わりの金券として使用されることがある[12]。